# Roales de Campos
Roales de Campos è un comune spagnolo di 253 abitanti situato nella comunità autonoma di Castiglia e León.